# العدنه الجنوبية (العدين)

تعديل مصدري - تعديل

العدنه الجنوبية محلة تابعة لقرية ذي خساع، التابعة لعزلة السارة بمديرية العدين إحدى مديريات محافظة إب في الجمهورية اليمنية، بلغ تعداد سكانها 30 حسب تعداد اليمن لعام 2004.